# جون كاتلر (دي جيه)
جون كاتلر (بالإنجليزية: Jon Cutler)‏ هو دي جيه أمريكي، ولد في 1969.

## وصلات خارجية
- جون كاتلر على موقع ميوزك برينز (الإنجليزية)
- جون كاتلر على موقع ديسكوغز (الإنجليزية)